# 1. FFC Vorwärts 06 Wien
Der 1. Favoritner FC Vorwärts 06 Wien war ein Fußballverein aus dem Bezirk Favoriten der Stadt Wien in Österreich.

## Gründungsgeschichte
Der Verein wurde als Sportklub Favoritner Vorwärts am 4. Dezember 1906 gegründet. Die Vereinsfarben wurden mit Schwarz und Weiß festgelegt. Der Entschluss zur Vereinsgründung fiel, nachdem immer mehr junge Männer auf den noch unbebauten Flächen außerhalb der Inzersdorferstraße dem „Fetzenlaberl“ nachjagten. Vorbilder waren die damals renommierten Bezirksnachbarn ASV Hertha Wien und SpC Rudolfshügel. Bereits im Jahr 1907 nahm der SK Favoritner Vorwärts an einem Turnier des Floridsdorfer AC teil und erreichte immerhin den siebten Platz. Für die Meisterschaft wurde der Klub in die 2. Klasse eingestuft. In der ersten offiziellen Meisterschaftssaison 1911/12 belegte der SK Favoritner Vorwärts den guten fünften Rang. In der Saison 1912/13 wurde der Verein Siebenter und 1913/14 Zehnter. Mit Kriegsausbruch musste 1914 der Spielbetrieb eingestellt werden, da die meisten Spieler zum Kriegsdienst eingezogen wurden.

## Wiederbeginn
Gleich nach Beendigung des Ersten Weltkrieges fanden sich im Jahr 1918 ehemalige Spieler und Funktionäre zusammen, um den Verein wieder zu reaktivieren. In diesen Zeitraum fiel auch die Umbenennung des Klubs auf 1. Favoritner FC Vorwärts 06 Wien. Wann die Namensänderung genau erfolgte, lässt sich nicht mehr eruieren, fest steht, dass bereits 1922 der neue Name in Gebrauch war. Zwischenzeitlich fand in alten Tabellen auch der Name Vorwärts X Anwendung, allerdings dürfte diese Bezeichnung nie offiziell gewesen sein. Die Favoritner stiegen im Spieljahr 1919/20 wieder in die 2. Klasse A ein, wurden jedoch nur Letzter und mussten in die dritte Klasse Nord absteigen. Nach dem Abstieg wurde der Verein im ersten Jahr der Drittklassigkeit Achter, im darauffolgenden Jahr sicherte sich Vorwärts den Meistertitel der 3. Klasse Nord mit 34 Punkten aus 22 Spielen und wäre damit in der Saison 1922/23 wieder zweitklassig gewesen. Aufgrund der Anschuldigungen, dass der Verein unberechtigte Spieler eingesetzt hätte und ihm nahestehende Zeugen angeblich falsche Aussagen dazu getätigt hätten, wurde der 1. FFC Vorwärts 06 vom Verband ausgeschlossen. Die Anschuldigungen erwiesen sich jedoch als haltlos, worauf die Favoritner am 22. März 1923 wieder die Spielberechtigung für die Meisterschaft erhielten. Nach Klärung dieser Angelegenheit durfte Vorwärts in der Saison 1923/24 wieder in der 2. Klasse Süd antreten.

## Der verpasste Aufstieg
Der 1. FFC Vorwärts 06 wurde zu einem festen Bestandteil der zweiten Klasse und erreichte im Spieljahr 1941/42 den zweiten Platz hinter der BSG Reichsbahn I. Nachdem der Klub damit knapp am Aufstieg in die oberste Spielklasse gescheitert war, konnte für die Folgesaison nur der Meistertitel als Zielvorstellung genannt werden. Nach einer durchwachsenen Saison setzten sich die Favoritner am Saisonende doch noch knapp vor dem SC Helfort Wien an die Tabellenspitze und wahrten als Meister der 2. Klasse Süd die Aufstiegsmöglichkeit in die erste Liga. Während der Vorjahresmeister jedoch direkt in die Gauliga Donau-Alpenland aufsteigen durfte, mussten diesmal die Meister der Staffeln Nord und Süd eine Ausscheidung hinsichtlich der Teilnahme an den Aufstiegsrunden zur Gauliga bestreiten.
Die Favoritner trafen dabei auf den SC Austria Donauarbeiter, dem Vorläufer des heutigen SR Donaufeld. Das erste Duell fand am 20. Juni 1943 auf dem Wacker-Platz in Meidling statt. Vor 3000 Zuschauern setzte sich Vorwärts gegen den Gegner aus Transdanubien klar mit 4:1 durch. Das Rückspiel fand eine Woche später statt und ging knapp mit 1:2 verloren. Mit einem Gesamtscore von 5:2 hatte sich der 1. FFC Vorwärts 06 aber für die Aufstiegsrunde zur Gauliga qualifiziert. In der Aufstiegsrunde selbst reichten jedoch zwei Siege gegen die Fußballgemeinschaft Salzburg und ein Remis gegen SK Amateure Steyr nur zum zweiten Rang hinter den Oberösterreichern. Nachdem der Aufstieg nunmehr zum zweiten Mal knapp verpasst wurde, ging es mit dem Verein langsam bergab.

## Der tiefe Fall
In der Saison 1945/46 schaffte Vorwärts noch die Qualifikation zur eingleisigen 1. Klasse Wien, aus der die Favoritner in der Folgesaison jedoch auch abstiegen. In den nächsten Jahrzehnten folgte der Fall bis in die unterste Wiener Klasse.
2009/10 spielte der 1. Favoritner FC Vorwärts Wien in der 3. Klasse, der letzten Spielklasse des Wiener Fußballverbandes. 2013/14 spielte er in der 1. Klasse B. Nach der Saison 2013/14 wurde der Spielbetrieb eingestellt.

## Erfolge
- Meister der 1. Klasse Wien Süd: 1943
- Meister der 3. Klasse Nord: 1922